# Juchon-myeon
Juchon-myeon (koreanska: 주촌면) är en socken i stadskommunen Gimhae i provinsen Södra Gyeongsang i den sydöstra delen av Sydkorea, 305 km sydost om huvudstaden Seoul.